# Maria Drott
Lina Maria Stigsdotter Drott, född 21 juli 1956 i Finja församling, Kristianstads län, är en svensk konstnär. Hon är en av Åkerbokonstnärerna.
Drott, som är dotter till konstnär Stig Carlsson och konstnär Iréne Drott, studerade vid Skolan för grafiska tecknare i Lund 1972–1974, Kursverksamhetens konstskola i Lund 1975, Hovedskous målarskola i Göteborg 1978–1979 och Konstindustriskolan i Göteborg 1980–1984. Hon var originaltecknare vid Studentlitteratur i Lund 1974–1975. Hon är verksam inom textilkonst, grafik och måleri.